# Abraham Bennet
Abraham Bennet (1749 – Wirksworth (Derbyshire), 5 mei 1799) was een Brits predikant en bekend als uitvinder van de bladgoudelektroscoop.

## Biografie
Abraham Bennet werd op 20 december 1749 gedoopt in Taxal (Derbyshire) als zoon van de schoolmeester Abraham Bennet sr. en zijn echtgenote Ann Fallowes. Of hij de universiteit heeft bezocht is niet bekend, wel dat hij leraar was de Wirksworth Grammar School. In 1775 werd hij in Londen ingewijd als predikant en benoemd tot hulppredikant in Tideswell en het jaar erop ook in Wirksworth. Daarnaast was hij rector in Fenny Bentley, huispredikant van de Hertog van Devonshire, predikant in Woburn en bibliothecaris van de Hertog van Bedford.
Bennet had een brede interesse in natuurfilosofie en het werk van John Canton, Tiberius Cavallo en Alessandro Volta, met wie hij in 1782 in Londen een ontmoeting had. Volgens Volta speelde Bennets werk een sleutelrol bij diens ontwikkeling van de zuil van Volta. In 1786 verbeterde hij Cavallo's elektrometer uit 1779 en ontwikkelde hij de bladgoudelektroscoop. Tevens vond hij een zogenaamde multiplicator uit, een eenvoudige influentiemachine en nam het uittreden van lading waar uit verdampende vloeistoffen. Zijn werk publiceerde hij in 1789 in New experiments on electricity, Datzelfde jaar werd hij lid van de Royal Society.
- Gemeinsame Normdatei: 117585807
- International Standard Name Identifier: 0000 0000 6319 7032
- Library of Congress Control Number: n86867812
- Virtual International Authority File: 64788247
- WorldCat: E39PBJbRfwRRqBWyGwXKGMjBfq